# Ravena
Ravena  är en ort i Albany County i delstaten New York, USA.